# Conveni sobre Drets Humans i Biomedicina
El Conveni per a la protecció dels Drets Humans i la Dignitat del Ser Humà pel que fa a les aplicacions de la Biologia i la Medicina, conegut també com a Conveni sobre Drets Humans i Biomedicina, o Conveni d'Oviedo, és un tractat impulsat pel Consell d'Europa i que relaciona la bioètica amb la defensa i promoció dels drets humans, especialment en àmbits nous com la biomedicina. Va ser signat l'abril de 1997 a la ciutat d'Oviedo (Espanya).